# Rusty Wallace
Russell William "Rusty" Wallace, född den 14 augusti 1956 i Arnold, Missouri, är en amerikansk före detta racerförare. Han växte upp i Fenton i Missouri.

## Racingkarriär
Wallace vann många lokala tävlingar i Missouri och fick 1980 chansen i NASCAR, där han chockerande blev tvåa i sin debuttävling! 1984 blev Wallace heltidsförare i serien, och han blev utsedd till årets rookie. 1986 tog Wallace sin första delseger, och blev sexa totalt, vilket han följde upp med en femteplats 1987 efter tre segrar. 1988 gav en andraplats för Wallace, som vann fyra av de sista fem racen, men slutade 24 poäng bakom Bill Elliott, en liten marginal i NASCAR. 1989 gav Wallace hans första och enda titel. 1990 gav en sjätteplats totalt, innan han halkade ned till en tiondeplats med Team Penske år 1991. 1993 slutade Wallace på en andraplats efter en med hans mått mätt dålig säsong innan. 1994 följde han upp det med en tredjeplats i serien, innan han blev femma 1995.
1996 gav en sjundeplats, innan Wallace blev nia 1997. 1998 var hans bästa säsong under andra halvan av 1990-talet, då han slutade på en fjärdeplats totalt. 1999 och 2000 renderade i sjunde respektive åttondeplatser, innan han blev sjua både 2001 och 2002. Under den perioden var han stabil, men inte tillräckligt snabb för att kunna utmana om titeln. Efter det försämrades dock resultaten och 2005 avslutade Wallace sin karriär som förare. Han blev sedan kommentator för amerikansk TV i olika motortävlingar.